# Philipp von Ostau

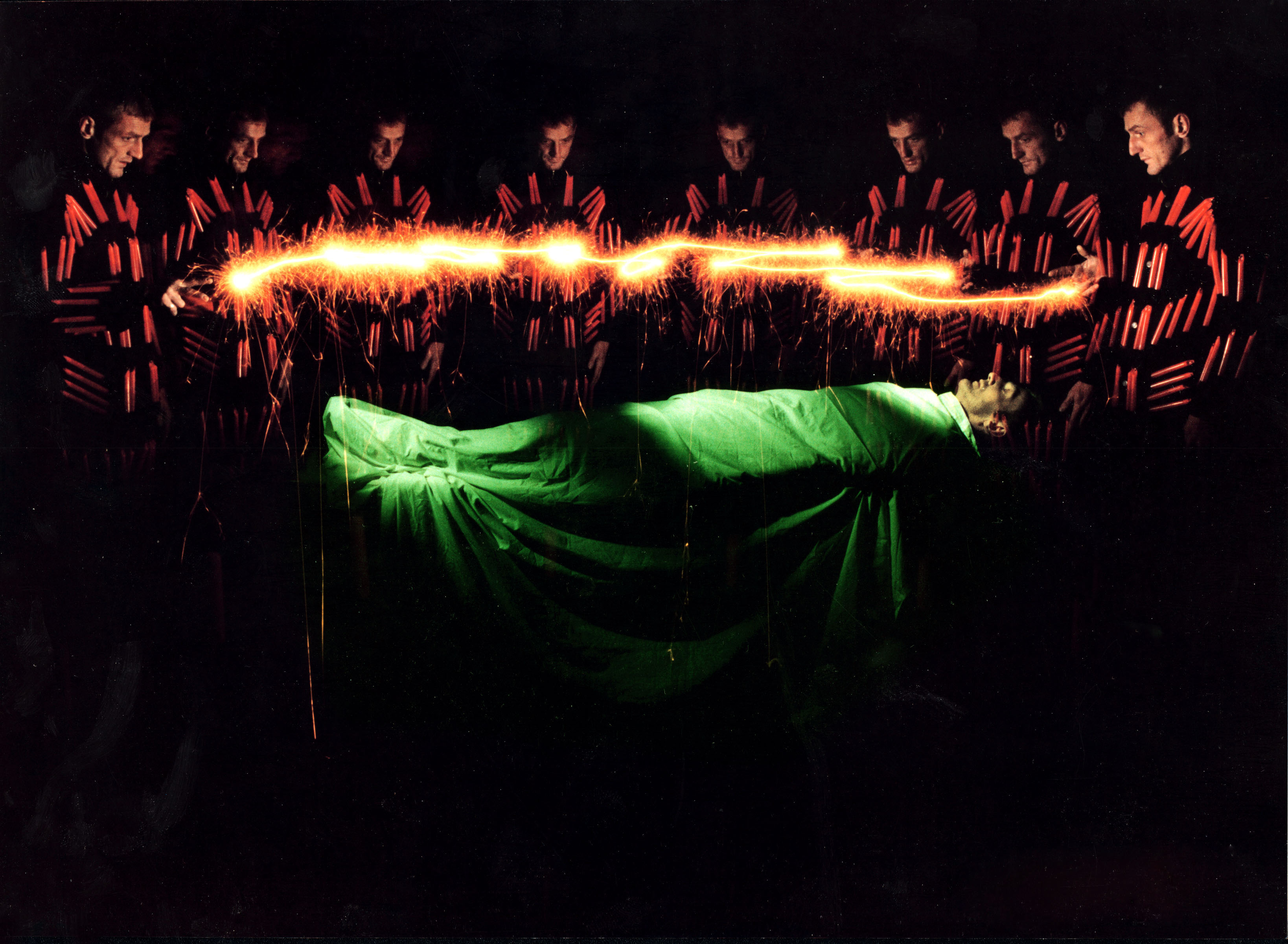
Philipp von Ostau: Chụp ảnh thử nghiệm.

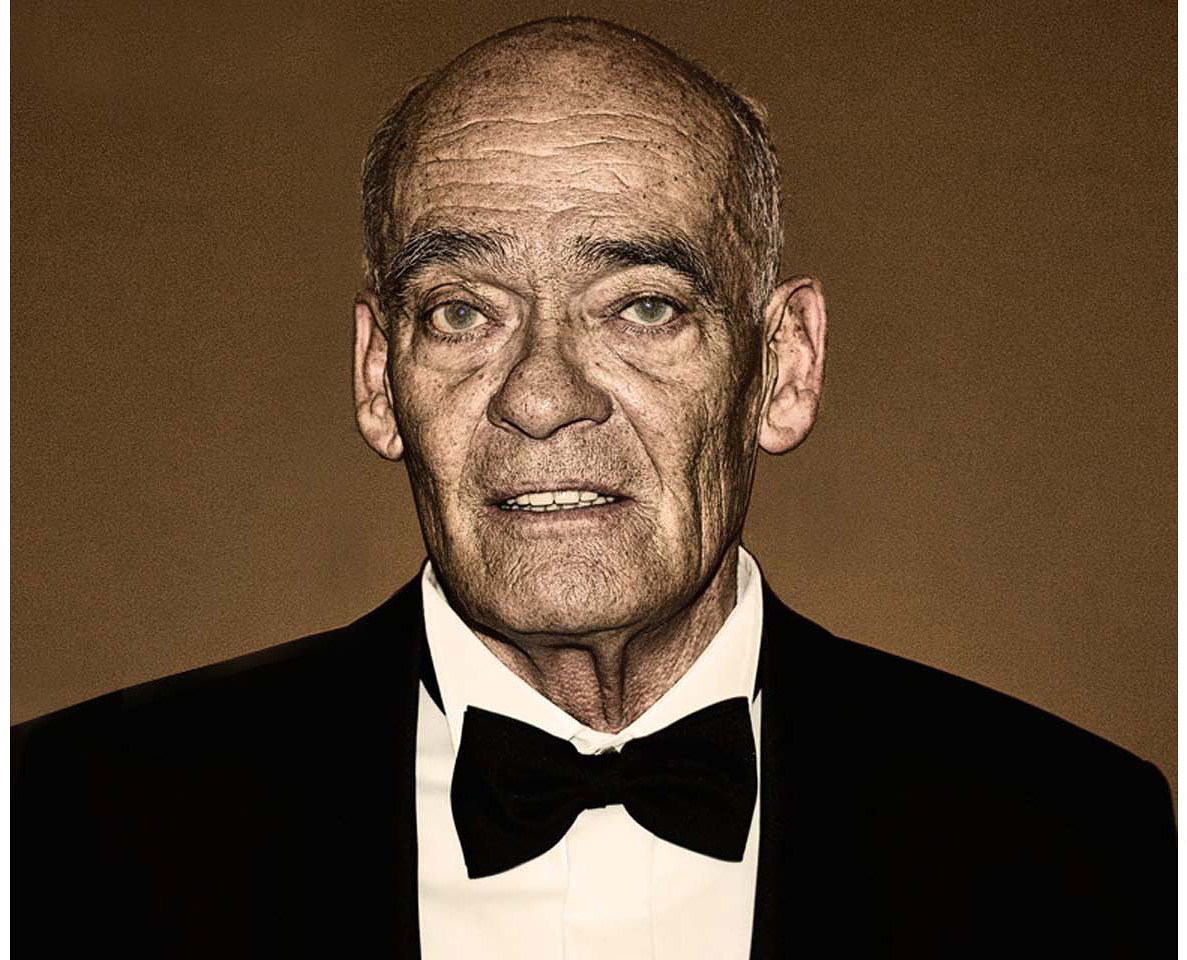
Philipp von Ostau: Hans-Michael Rehberg

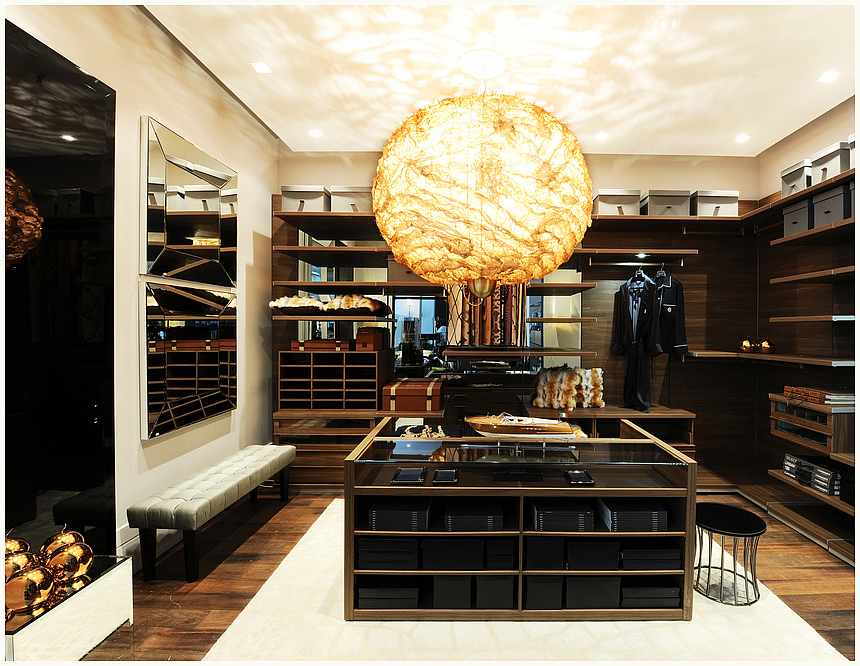
Bên trong nơi làm việc của Philipp von Ostau.

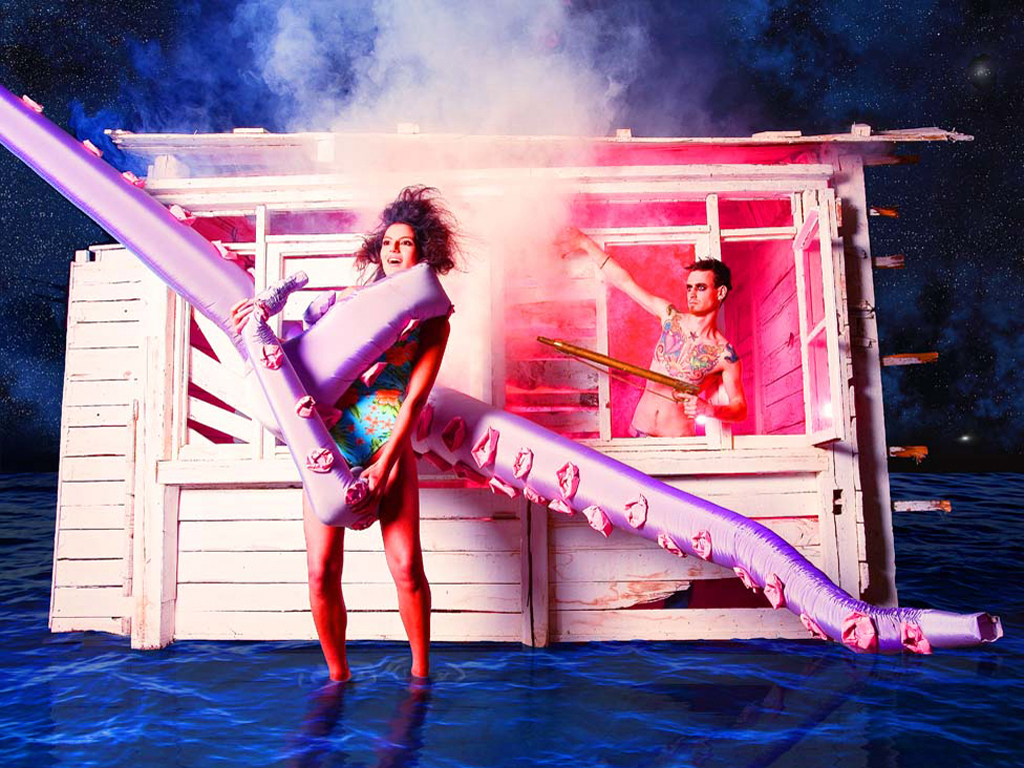
Một giấc mơ, một bức tranh siêu thực vào năm 2011 của Philipp von Ostau.

Philipp von Ostau (sinh ngày 20 tháng 10 năm 1966, tại Hamburg) là một nhiếp ảnh gia và chuyên gia truyền thông người Đức. Hiện ông sống ở Berlin và làm nhiếp ảnh gia tự do. Từ năm 2010, ông làm trợ lý giáo sư tại Viện thiết kế ở Berlin. Những bức ảnh và bài báo học thuật của ông đã được công bố trên một số tạp chí như Cosmopolitan, Stern, Prinz, Playboy, FHM và Advanced Photoshop.

## Cuộc sống và công việc
Ông sinh tại Hamburg là con trai của Hans-Fabian von Ostau và Petra von Ostau née von Festenberg.
Từ năm 1991 đến 1994, ông học nhiếp ảnh tại học viện tư nhân "Basy Akademie für Kunst und Medien" tại Berlin, là học trò của Giáo sư Thomas Borna. Năm 1994, ông học ngành giao tiếp xã hội và kinh doanh tại Đại học Nghệ thuật ở Berlin. Ngoài quảng cáo và truyền thông thuộc mảng giáo dục, ông còn tập trung vào thực hành trong lĩnh vực "giao tiếp trực quan". Ông đã hoàn thành việc học vào năm 1998.
Từ năm 1998 đến 2003, ông làm việc cho nhiều cơ quan chuyên về các sự kiện âm nhạc và giải trí, bao gồm Stella Broadway Music Management AG. Năm 2007, ông đã làm việc toàn thời gian như một nhiếp ảnh gia độc lập và nhà thiết kế hình ảnh sáng tạo. Chủ đề hình ảnh của ông rất rộng, nhưng ông tập trung chủ yếu vào nhiếp ảnh quảng cáo, nội thất, thời trang, chân dung.
Kể từ năm 2008 Philip von Ostau giành được nhiều giải thưởng và đã tổ chức một số triển lãm.
Đặc điểm trong các tác phẩm của ông là cả tính thẩm mỹ thường cố tình cường điệu hóa các vật thể và mô hình bằng màu sắc ấn tượng của chúng, cũng như nhấn mạnh sự hài hòa về bố cục của các bức tranh và nghệ thuật dàn dựng. Chúng đã đạt các yêu cầu kỹ thuật cao nhất, hiệu ứng của hình ảnh và xử lý ảnh hoàn hảo.
Các tác phẩm của ông bao gồm chân dung của các ngôi sao Mỹ như Angelina Jolie và Tom Cruise, cũng như những người nổi tiếng quốc tế khác như Udo Walz và Rolf Eden. Ông miêu tả các giám đốc điều hành ngành, diễn viên, vận động viên, nhạc sĩ, chính trị gia, nhà thiết kế thời trang và ngôi sao truyền hình. Một số bức ảnh của ông nằm trong bộ sưu tập của các nhà sưu tập tư nhân, nhiều bức tranh sơn dầu của ông được thực hiện chủ yếu trong giai đoạn 1972-1990.
Năm 2010, ông được bổ nhiệm làm Trợ lý Giáo sư Nhiếp ảnh tại Học viện Thiết kế Berlin.

## Ấn phẩm đã xuất bản
- Bildgestaltung im Medienkontext: Komplett in Farbe (Thiết kế bởi Galileo), giáo sư Thomas Born và Anna Elisa Heine (bìa cứng - 28 tháng 6 năm 2004)
- My Nude – VIEW Photography von teNeues Verlag (bìa cứng - 1 tháng 9 năm 2007)
- Phiên bản FHM "Erotic special" 2009
- Deutschlands beste Fotografen 2010[liên kết hỏng]; Norman Beckmann Verlag
- Deutschlands beste Fotografen 2011; Norman Beckmann Verlag

## Thư viện ảnh

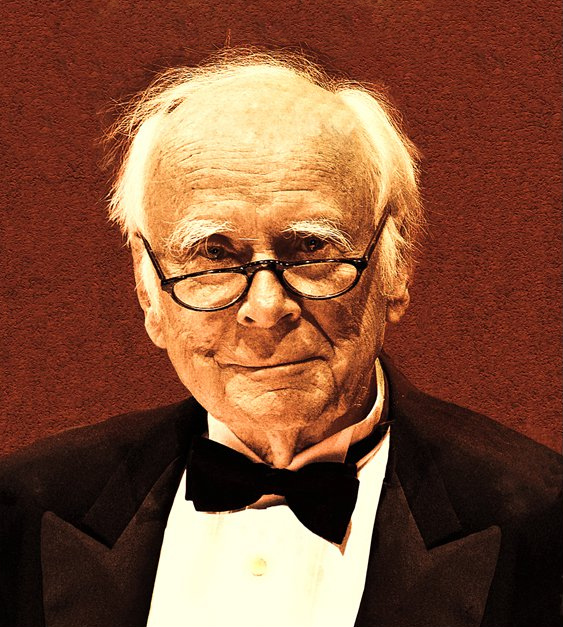
Loriot
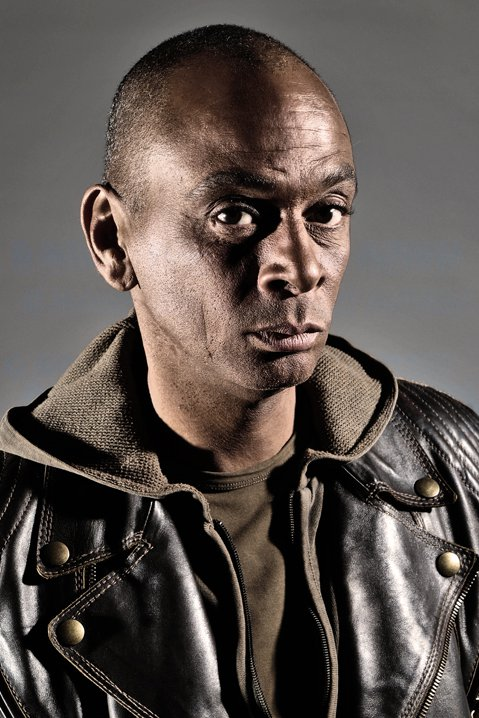
Pierre Sanoussi-Bliss
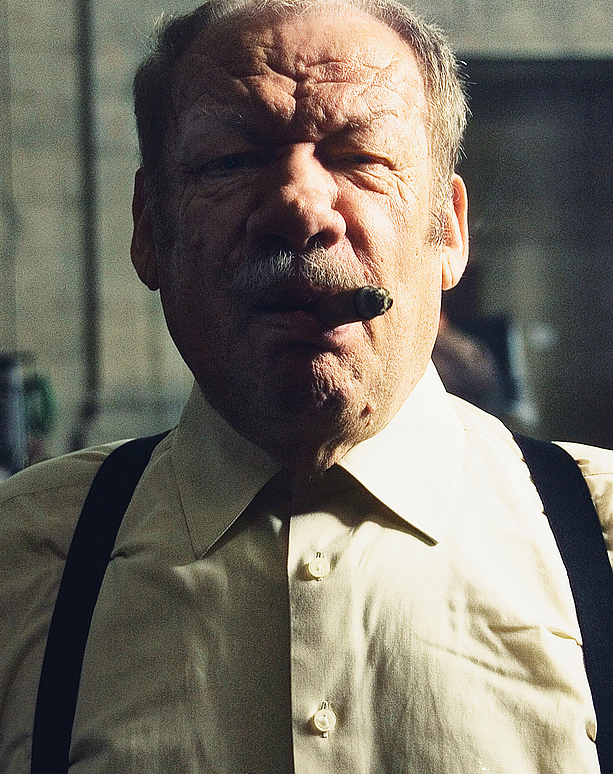
Wolfgang Völz
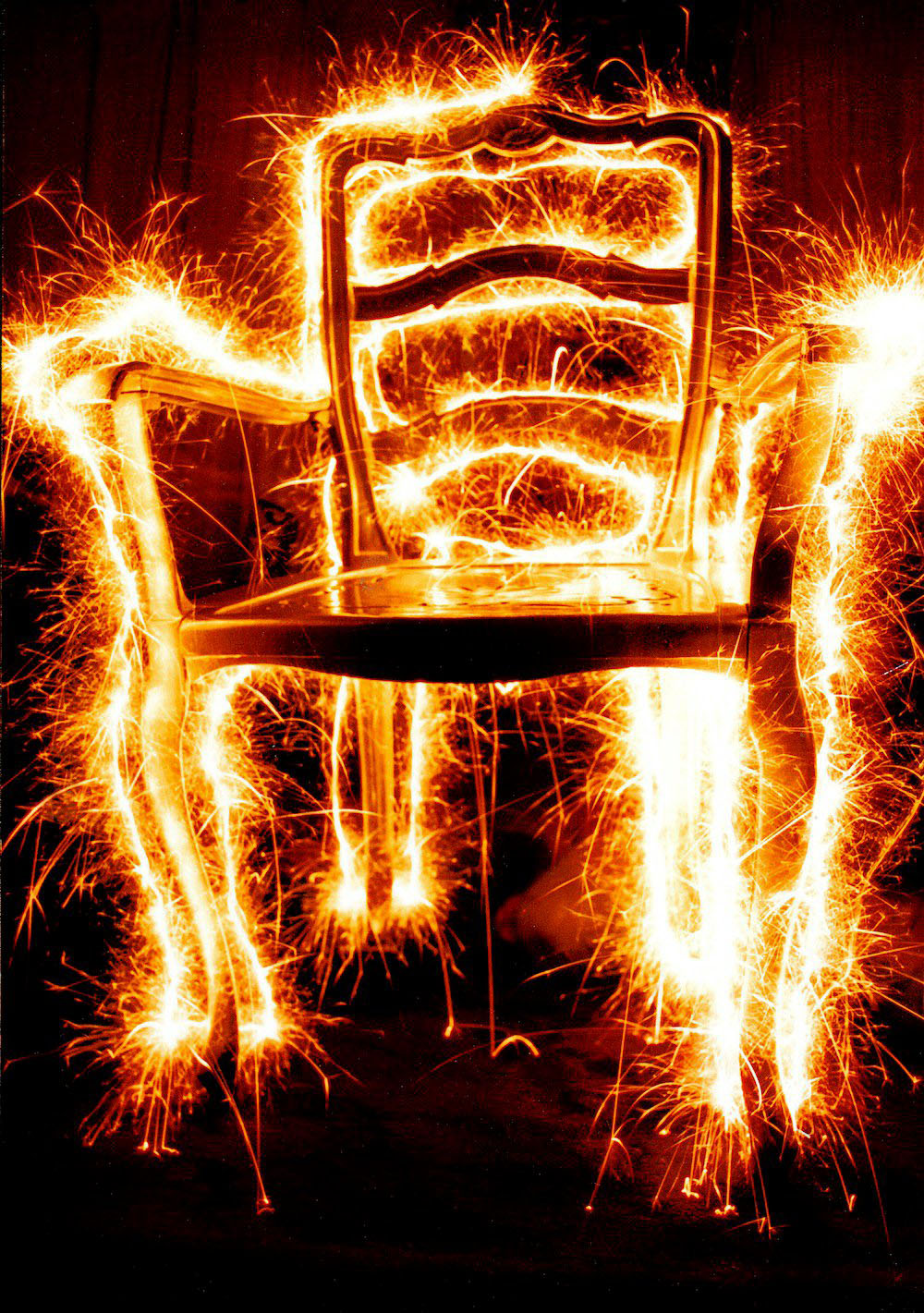
Một bức tranh vẽ bằng ánh sáng, năm 2010
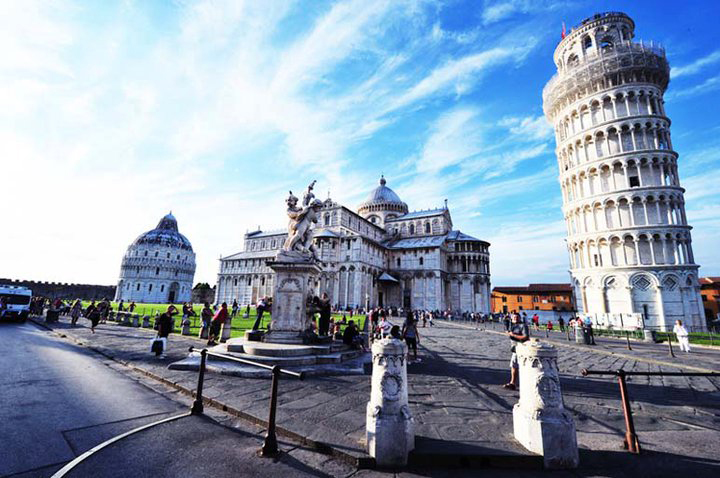
Ảnh kiến trúc, Tháp nghiêng Pisa
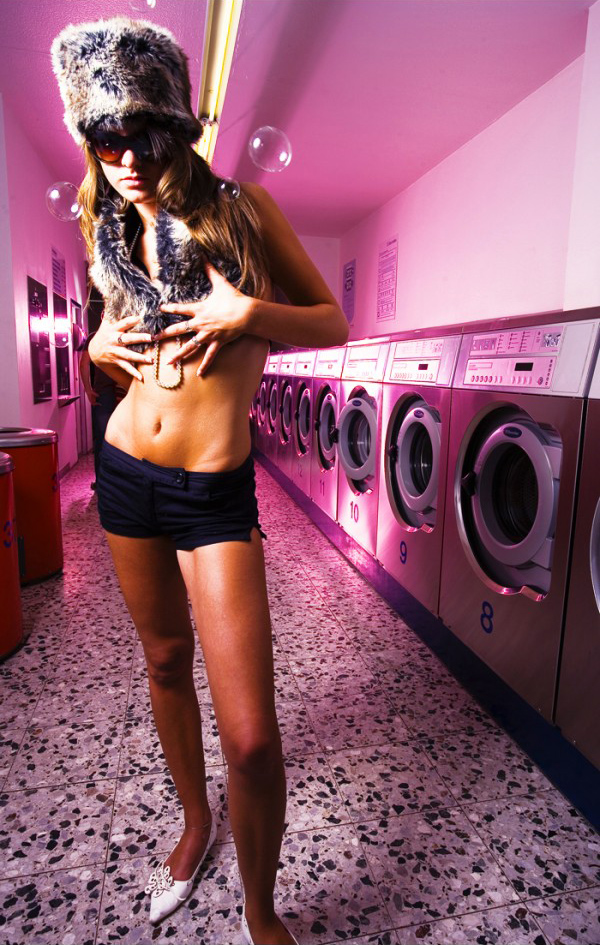
Pink Washcenter
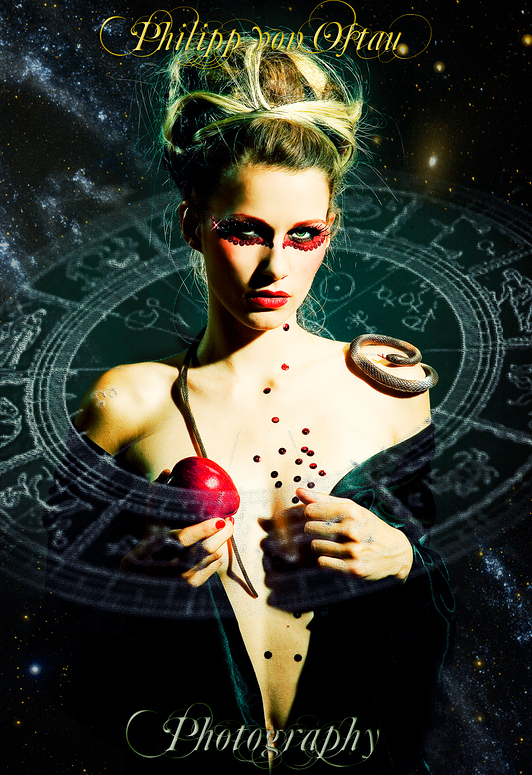
Lilith
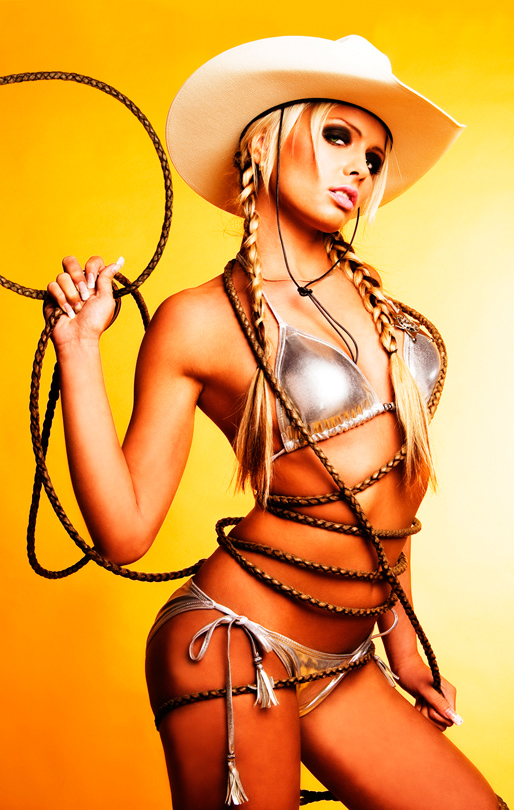
Cô gái cao bồi
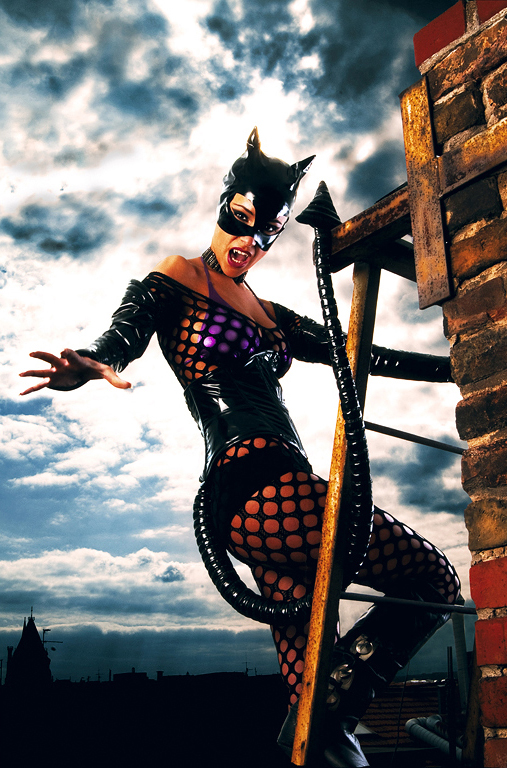
Catwoman
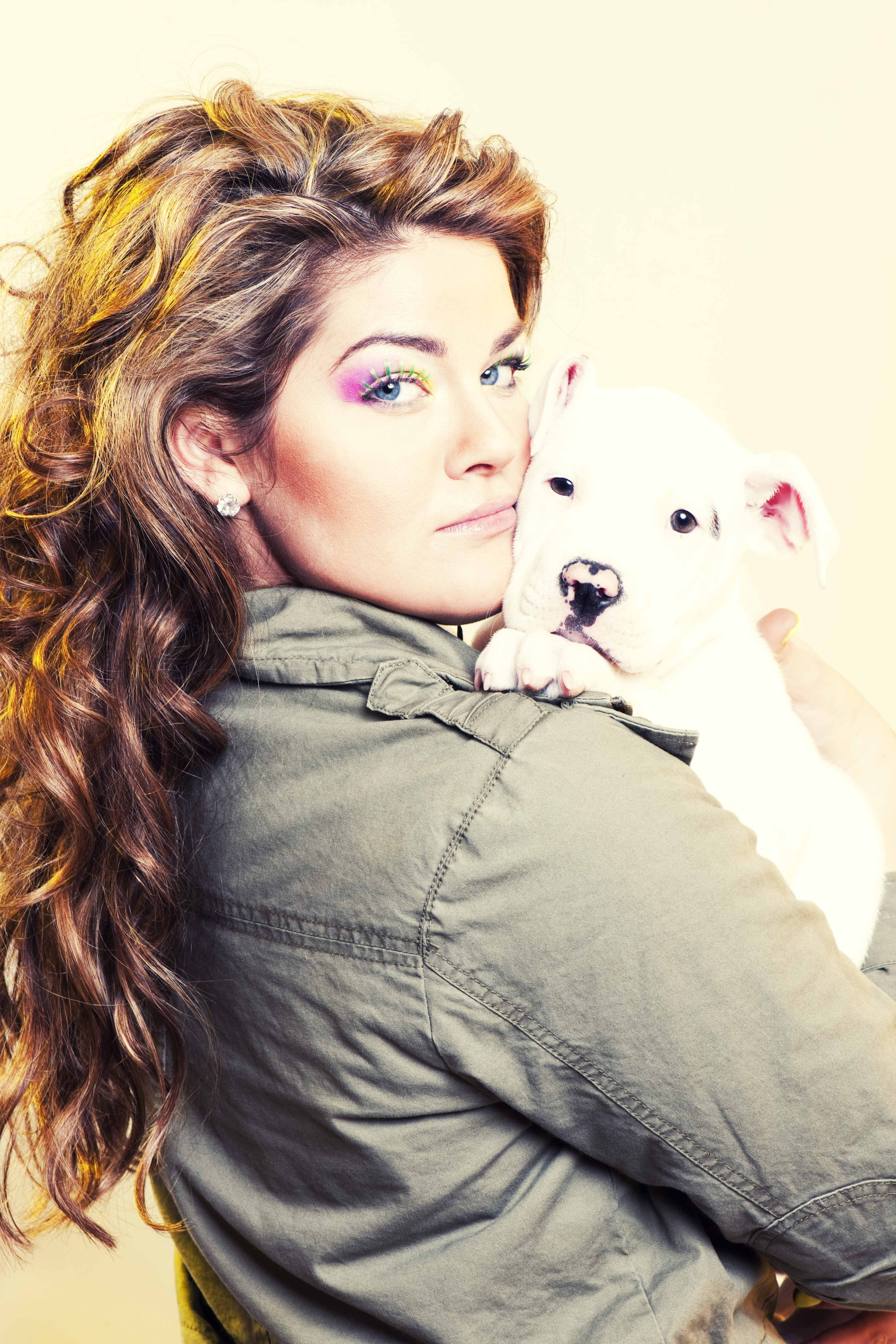
Kitty Kat
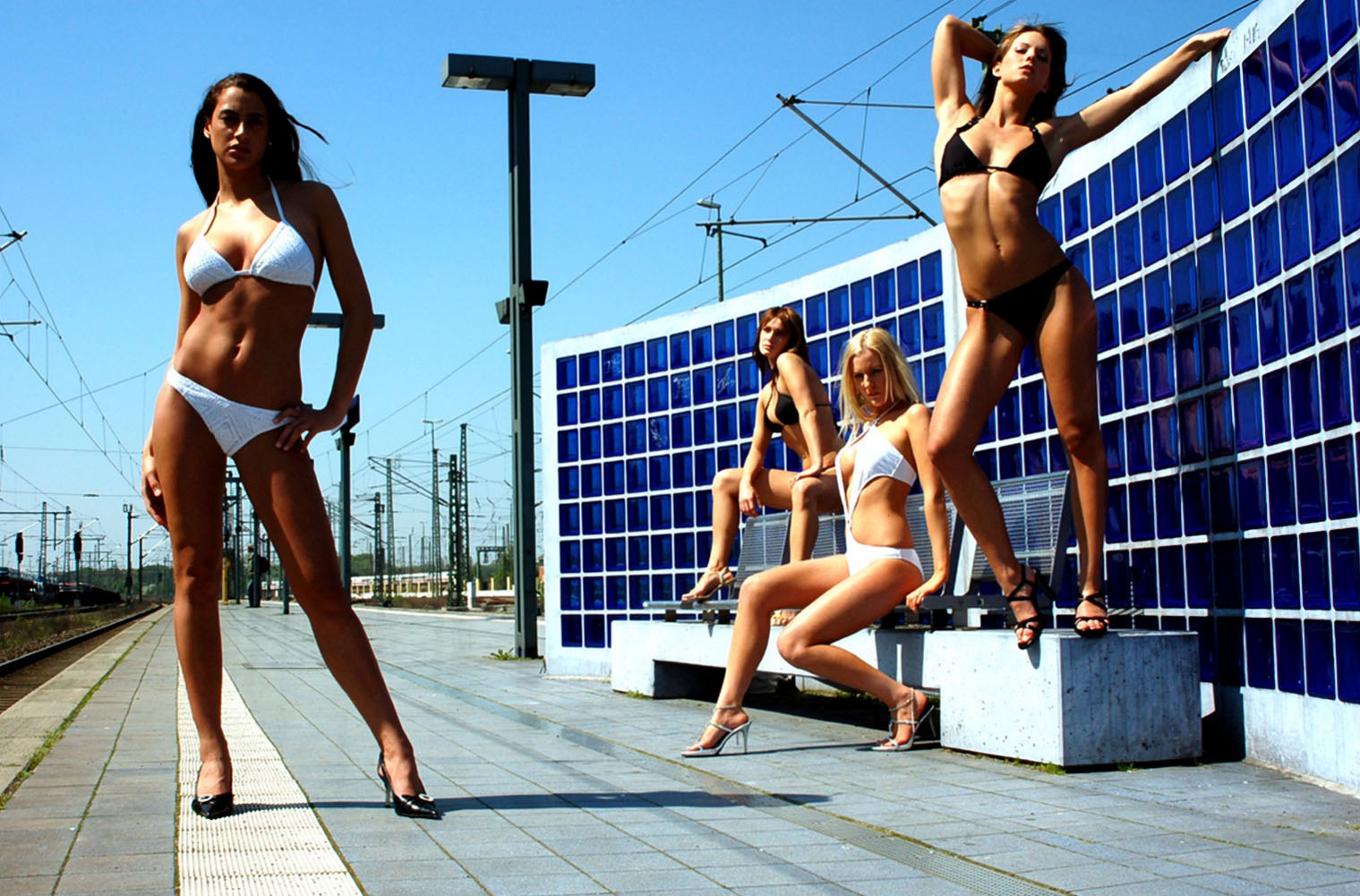
Thời trang tại nhà ga
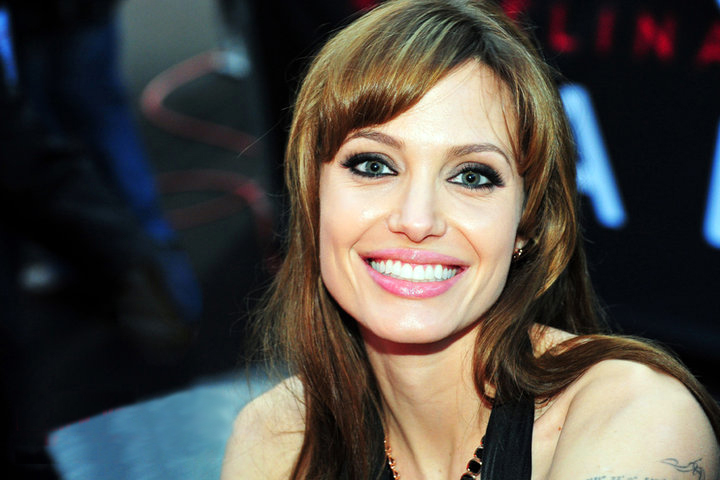
Angelina Jolie
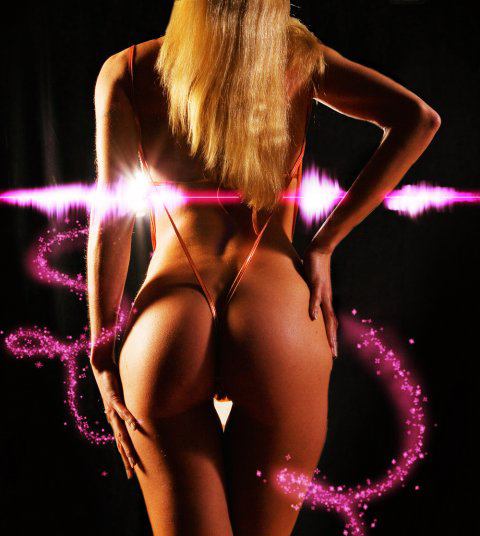
Cổng tình dục